# Grant (Canadà)
Grant és el municipi rural núm. 372 de la província canadenca de Saskatchewan dins de la divisió de censal núm. 15 i la divisió SARM núm. 5. El municipi de Grant núm. 372 es va constituir com a municipi rural el 13 de desembre de 1909. Vonda, un municipi urbà, està envoltat pel municipi de Grant. Les següents comunitats no incorporades de St. Denis i Smuts es troben dins del municipi. El municipi de Grant està governat per un consell municipal elegit i un administrador nomenat que es reuneix el tercer dimarts de cada mes. El director de la RM és Travis Hryniuk, mentre que la seva administradora és Brenda Skakun. L'oficina del municipi es troba a Vonda.

## Béns patrimonials
Hi ha quatre edificis patrimonials designats ubicats al municipi:
- Església ortodoxa grega ucraïnesa de la Santíssima Trinitat Holy Trinity Ukrainian Greek Orthodox Church (anglès): construïda el 1924, l'església va ser construïda per Theodore Yanow i continua sent utilitzada com a església.[4]
- Robert i Adele Schmidt's Double Hip Red Barn - construït el 1917.[5]
- Ss. Peter and Paul Ukrainian Catholic Church (Bodnari Church): construïda el 1936, a vuit quilòmetres a l'est del poble de Smuts, l'església va ser construïda per immigrants de la regió de Borshchiv a Ucraïna.[6]
- Església greco-catòlica ucraïnesa de Sant Joan Baptista - St. John the Baptist Ukrainian Greek Catholic Church (anglès): construïda prop de Smuts el 1926, l'església va ser construïda per immigrants provinents de les regions ucraïneses de Borshchiv i Morodenka.[7]

## Demografia
Al cens de població de 2011 el municipi de Grant registrava una població de 425, un augment del respecte a la població de 406 habitants del 2006. Amb una superfície de terreny de 666.16 km2 (257.21 sq mi), tenia una densitat de població de 0,6 / km² el 2011.
Al cens de població de 2016 realitzat per Statistics Canada, el municipi de Grant va registrar una població de 466 habitants a 168 dels seus 187 habitatges privats totals, un increment del 96,0% respecte a la població de 425 habitants del 2011. Amb una superfície de terreny de 666.16 km2 (257.21 sq mi), tenia una densitat de població de 0,7 / km² el 2016.